# 赵啸天
赵啸天（1993年10月1日—），是一名中国足球运动员，现效力中国足球超级联赛球队杭州绿城。

## 俱乐部生涯
赵啸天出自杭州绿城青训体系，2011年随杭州绿城梯队组建浙江全运队以温州葆隆的名义参加2011年中国足球乙级联赛。不过他并未获得太多出场机会，2011赛季仅有3次出场机会。赛季结束后，赵啸天回归杭州绿城并在2012年夏季被主教练冈田武史提升到一队征战2012年中国足球超级联赛。 2015年3月22日，他在杭州绿城主场1比1战平北京国安的比赛第77分钟替补陈中流出场，上演中超联赛首秀。